# 정치서사
정치서사는 스토리텔링이 사실을 형성하고 현실에 대한 이해에 영향을 미칠 수 있는 방식을 설명하기 위해 인문학 및 정치 과학 에서 사용되는 용어이다. 그러나 정치적 내러티브는 이론적인 개념일 뿐만 아니라 정치인들이 환경 내에서 사람들의 관점을 구성하고 사회 집단과 개인 간의 관계를 변경하기 위해 사용하는 도구이기도 하다. 그 결과 허구는 사실이 될 가능성이 있고 신화는 공적 담론으로 얽히게 된다. 정치서사는 파토스를 이끌어내는 능력 면에서 영향력이 있으며, 이야기가 전달되는 진실보다 제공하는 가치를 통해 내러티브가 영향력을 행사할 수 있도록 한다.
메타내러티브는 정치적 맥락 내에서 스토리텔링의 인공성을 포함하기 때문에 정치적 내러티브의 중요한 구성 요소이다. 그것들은 웅장함과 발전 또는 확장의 이야기를 가장한 역사의 창조를 통해 현실에 대한 이해를 형성하는 데 중심이 된다.

## 같이 보기
- 이야기
- 스토리텔링